# Рожановская, Матрёна Ивановна
Матрёна Ивановна Рожановская (в девичестве — Землянова; 1910, Голицыно — 28 марта 1980, Рязань) — советский ботаник. Занималась морфологией и анатомией растений, вела научную и практическую работу. Работала заведующей лабораторией Ташкентского ботанического сада, заведующей отделом травянистых растений в должности младшего научного сотрудника. Занималась озеленением Ташкента, выезжала в горные экспедиции, публиковала научные статьи, постоянно участвовала во Всесоюзных выставках.

## Биография
Родилась в крестьянской семье, отец — Иван Климентьевич Землянов (1870(?)—1916(?)), мать — Феодора (ум.1916(?)). Были также две сестры от первого брака Ивана, старший брат Семён и сестра Фёкла. Иван Землянов участвовал в Первой мировой, был ранен. Около 1916 года ввиду крайней бедности и нужды семья переезжает к родственникам в Ташкент. В первое лето по приезде Иван умирает от гангрены обеих ног (последствие ранений), за ним трехлетняя Фёкла и Феодора от водянки. Брат Семён (чья дальнейшая судьба неизвестна), пристроил сестру в монастырь, который вскоре был упразднён Советской властью. В возрасте около семи лет осталась на улице, накрепко запомнив свой год рождения, имя, фамилию, отчество и место рождения. Спустя почти 10 лет в одном из детских домов впервые оформили документы. Возраст врачи определили по физическому состоянию, а оно было таково, что 16-летнюю оценили как 13-летнюю, не вняв заверениям Матрёны. Так появился официальный — 1913 год её рождения. С 1927 года стала жить в доме дяди Тимофея Климентьевича Землянова (1863—1927(?)) и двоюродной сестры Марии Тимофеевны Земляновой (1883—1956), с которой случайно встретилась.
В 1929—1934 училась на рабфаке. С 1935 года работала в объединении «Узкожобувьтрест», в лаборатории по изучению дубильных растений. В 1940 году окончила биологический факультет Среднеазиатского государственного университета по специальности «ботаника», присвоена квалификация биолога. С 25 апреля по 6 ноября 1941-го была в рабочей командировке на Гиссарском хребте и в отрогах Памиро-Алая с задачей — найти растения-каучуконосы «для ведения опытов культуры дубильных растений».
В 1942 году вышла замуж за Николая Сергеевича Успенского (Глеба Сергеевича Баранова).
4-го марта 1943-го родилась дочь Галина, но почти сразу супруги развелись. Н. С. Успенский работал горным инженером, имел «броню», от которой отказался в 1943-м и был призван в сапёрные войска под именем Глеба Сергеевича Баранова. Последнее письмо от него пришло из под Курска, затем он был признан «пропавшим без вести». В 1943—1946 работала в школе рабочей молодежи. 12 февраля 1944 вышла замуж за Станислава Юлиановича Рожановского (1901—1974).
В 1946 году поступила на работу в Ташкентский ботанический сад в должности младшего научного сотрудника. Вела научную и практическую работу по ирисам, пионам, луковичным (кроме тюльпанов), вьющимся. Была награждена дипломами, грамотами и медалями за работу над сортами и коллекциями и озеленение города. В 1951 году была принята в члены Всесоюзного ботанического общества. В 1969 году издала монографию «Новые гибридные ирисы регелиоциклюс» (Ташкент: Фан).
В 1969 году досрочно ушла на пенсию по семейным обстоятельствам: в 1968 году родился внук Антон. В 1974 году от несчастного случая погиб муж, С. Ю. Рожановский. В 1975 году семья переехала в г. Рязань. В 1980 году скончалась от болезни сердца, погребена на Сысоевском кладбище г. Рязани.

## Награды
- Медаль «За доблестный труд в Великой Отечественной войне 1941—1945 гг.» (1947)
- Почетная грамота Президиума Верховного Совета Узбекской ССР за активное участие в социалистическом строительстве (1950)
- Медаль участника Всесоюзной сельскохозяйственной выставки (1954)
- Малая серебряная медаль Всесоюзной сельскохозяйственной выставки за успехи в социалистическом сельском хозяйстве (1955)
- Медаль участника Всесоюзной сельскохозяйственной выставки (1956)
- Грамота Исполнительного комитета Ташкентского Ордена Красного Знамени Городского Совета депутатов трудящихся за активное участие в озеленении города (1956)
- Медаль участника Всесоюзной сельскохозяйственной выставки (1957)
- Почетная грамота Республиканского Комитета профсоюзов работников высшей школы и научных учреждений за активное участие в работе профсоюзных организаций (1957)
- Большая серебряная медаль Всесоюзной сельскохозяйственной выставки за успехи в социалистическом сельском хозяйстве (1958)
- Малая серебряная медаль Выставки достижений народного хозяйства СССР за успехи в народном хозяйстве СССР (1961)
- Медаль участника Выставки достижений народного хозяйства СССР (1963)
- Бронзовая медаль Выставки достижений народного хозяйства СССР за успехи в народном хозяйстве СССР (1963)

## Монография
- Новые гибридные ирисы регелиоциклюс на сайте Национальной электронной библиотеки

- Новые гибридные ирисы регелиоциклюс на сайте Центральной научной библиотеки ФИЦ КНЦ СО РАН